# Hørsholm Kommune
Hørsholm Kommune er en nordsjællandsk kommune i Region Hovedstaden, indtil 2007 i Frederiksborg Amt.

## Kommunalreformerne
Kommunen har været stor nok til ikke at blive lagt sammen med andre kommuner ved kommunalreformen i 1970 og strukturreformen i 2007. Men i 1970, hvor Hørsholm Kommune havde 17.910 indbyggere, fik den overført små arealer fra to nabokommuner:
- En mindre del af Blovstrød Sogn, som havde 3.268 indbyggere – størstedelen af sognet med byen Blovstrød kom til Allerød Kommune.
- 73 matrikler i Isterød og 5 matrikler i Høsterkøb fra Birkerød Sogn, der havde 20.926 indbyggere.[4]

## Geografi
I kommunen findes Sjælsø, der deles med Rudersdal Kommune i syd og Allerød Kommune i vest. Søen afvandes af Usserød Å til Øresund.
Hørsholm er kommunesæde og byens centrum, der ligger mellem bydelene Rungsted mod øst og Usserød mod nord. Hørsholms byområde er vokset sammen med byområder i Rudersdal Kommune og Fredensborg Kommune, så knap halvdelen af indbyggerne i Hørsholm by bor udenfor Hørsholm Kommune:
| Hørsholm bys indbyggere, fordelt på kommuner |                   |
| Kommune                                      | Indbyggere (2019) |
| Hørsholm                                     | 24.484            |
| Rudersdal                                    | 12.801            |
| Fredensborg                                  | 10.202            |
| I alt                                        | 47.487            |

København og Hørsholm er de eneste danske byområder, der ligger i mere end to kommuner.

## Politik

### Borgmestre[5]
| Periode   | Navn                  | Parti                       |
| --------- | --------------------- | --------------------------- |
| 1970-1974 | Sven Jørgensen        | Det Konservative Folkeparti |
| 1974-1975 | Lulla Lucas           | Det Konservative Folkeparti |
| 1975-1988 | Ove Bernhard Sundberg | Det Konservative Folkeparti |
| 1988-2000 | Hanne Falkensteen     | Det Konservative Folkeparti |
| 2001-2008 | Uffe Thorndahl        | Det Konservative Folkeparti |
| 2008-2009 | Uffe Thorndahl        | Løsgænger                   |
| 2010-     | Morten Slotved        | Det Konservative Folkeparti |

### Valgresultater
| 3 | 6 |

| 8 |

| 3 | 6 |

| 8 |

| 5 | 6 |

| 10 |

| 4 | 7 |

| 10 |

| 4 | 7 |

| 9 | 2 |

| 4 | 7 |

| 9 | 2 |

| 4 | 7 |

| 10 |

| 7 | 8 |

| 13 |

| 7 | 6 | 2 |

| 11 | 4 |

| 6 | 8 | 1 |

| 12 | 3 |

| 6 | 1 | 7 | 1 |

| 12 | 3 |

| 5 | 9 | 1 |

| 12 | 3 |

| 5 | 10 |

| 11 | 4 |

| 4 | 10 | 1 |

| 12 | 3 |

| 4 | 1 | 9 | 1 |

| 11 | 4 |

| 3 | 1 | 7 | 2 | 1 | 1 |

| 10 | 5 |

| 2 | 9 | 2 | 1 | 1 |

| 10 | 5 |

| 2 | 10 | 3 |

| 11 | 4 |

| 2 | 10 | 3 |

| 7 | 8 |

| 2 | 10 | 3 |

| 6 | 9 |

| 1 | 10 | 2 | 2 |

| 7 | 8 |

| 2 | 8 | 2 | 3 |

| 7 | 8 |

| 1 | 7 | 3 | 4 |

| 9 | 6 |

| 2 | 1 | 7 | 1 | 3 | 5 |

| 13 | 6 |

| 1 | 1 | 7 | 1 | 1 | 2 | 6 |

| 10 | 9 |

| 2 | 1 | 8 | 1 | 1 | 1 | 5 |

| 13 | 6 |

| 3 | 1 | 8 | 1 | 1 | 5 |

| 12 | 7 |

| 2 | 1 | 7 | 1 | 7 | 1 |

| 12 | 7 |

| 2 | 7 | 1 | 1 | 6 | 2 |

| 12 | 7 |

### Nuværende byråd
| Navn                          | Parti                                    |
| ----------------------------- | ---------------------------------------- |
| Morten Slotved (Borgmester)   | Det Konservative Folkeparti - 7 mandater |
| Charlotte Kirchheiner         | Det Konservative Folkeparti - 7 mandater |
| Maj Allin Thorup              | Det Konservative Folkeparti - 7 mandater |
| Annette Wiencken              | Det Konservative Folkeparti - 7 mandater |
| Ole Wessung                   | Det Konservative Folkeparti - 7 mandater |
| Jan H. Klit                   | Det Konservative Folkeparti - 7 mandater |
| Bent Fabricius                | Det Konservative Folkeparti - 7 mandater |
| Ann Lindhardt                 | Venstre - 7 mandater                     |
| Anne Ehrenreich               | Venstre - 7 mandater                     |
| Jesper Sperling               | Venstre - 7 mandater                     |
| Thomas Madsen                 | Venstre - 7 mandater                     |
| Birger Bøgeblad               | Venstre - 7 mandater                     |
| Jacob Schulze                 | Venstre - 7 mandater                     |
| Christian Wikström            | Venstre - 7 mandater                     |
| Marcus Guldager               | Socialdemokratiet - 2 mandater           |
| Caroline Victoria Christensen | Socialdemokratiet - 2 mandater           |
| Henrik Klitgaard              | Radikale Venstre - 1 mandat              |
| Thorkild Gruelund             | SocialKonservative - 1 mandat            |
| Louise Zabel                  | Socialistisk Folkeparti - 1 mandat       |

| Navn             | Skiftet fra      | Skiftet til           | Dato              |
| ---------------- | ---------------- | --------------------- | ----------------- |
| Anne Ehrenreich  | Venstre          | Løsgænger             | 10. december 2021 |
| Henrik Klitgaard | Radikale Venstre | Løsgænger             | 18. maj 2024      |
| Henrik Klitgaard | Løsgænger        | Borgerlisten Hørsholm | 20. august 2024   |

| Udtrådt           | Indtrådt                 | Parti   | Dato              |
| ----------------- | ------------------------ | ------- | ----------------- |
| Birger Bøgeblad † | Lars Frederik Thalbitzer | Venstre | 9. september 2024 |

### Byråd 2018-2022
| Navn                        | Parti                          |
| --------------------------- | ------------------------------ |
| Morten Slotved (Borgmester) | Konservative - 8 mandater      |
| Thorkild Gruelund           | Konservative - 8 mandater      |
| Kristin Arendt              | Konservative - 8 mandater      |
| Charlotte Kirchheiner       | Konservative - 8 mandater      |
| Morten Bast Hall            | Konservative - 8 mandater      |
| Nadja Hageskov              | Konservative - 8 mandater      |
| Maj Allin Thorup            | Konservative - 8 mandater      |
| Jan H. Klit                 | Konservative - 8 mandater      |
| Annette Wiencken            | Venstre - 5 mandater           |
| Anne Ehrenreich             | Venstre - 5 mandater           |
| Kristian N. Jensen          | Venstre - 5 mandater           |
| Ann Lindhardt               | Venstre - 5 mandater           |
| Fritz Reuther               | Venstre - 5 mandater           |
| Niels Lundshøj              | Socialdemokratiet - 3 mandater |
| Svend Erik Christiansen     | Socialdemokratiet - 3 mandater |
| Marcus Guldager             | Socialdemokratiet - 3 mandater |
| Henrik Klitgaard            | Radikale Venstre - 1 mandat    |
| Jakob Nybo                  | Liberal Alliance - 1 mandat    |
| Glen Madsen                 | Dansk Folkeparti - 1 mandat    |

| Navn              | Skiftet fra  | Skiftet til        | Dato              |
| ----------------- | ------------ | ------------------ | ----------------- |
| Thorkild Gruelund | Konservative | Løsgænger          | 30. april 2019    |
| Annette Wiencken  | Venstre      | Løsgænger          | 15. november 2019 |
| Thorkild Gruelund | Løsgænger    | SocialKonservative | 15. maj 2020      |
| Annette Wiencken  | Løsgænger    | Konservative       | 11. marts 2021    |

| Dato            | Udtrådt        | Indtrådt       | Parti                                |
| --------------- | -------------- | -------------- | ------------------------------------ |
| 27. maj 2019    | Kristin Arendt | Bent Fabricius | Konservative                         |
| 1. oktober 2020 | Niels Lundshøj | Hans Laugesen  | Socialdemokratiet / Radikale Venstre |

### Skat
Kommunen havde i årene 1987-96 Danmarks laveste kommuneskat. Simon Spies boede i en længere årrække i Rungsted og betalte årligt mellem 50 og 60 mio. kr. i kommuneskat til Hørsholm Kommune.

## Historie
Fra 1739 var Hørsholm (ved Hirschholm Slot) kortvarigt en købstad. Der gik mindre end 100 år, inden købstaden reelt var nedlagt igen. Således fik byen ingen borgerrepræsentation i 1837, men der blev oprettet et sogneforstanderskab i 1842. I 1867 mistede Hørsholm de sidste af sine købstadsrettigheder.
I 1842 blev Hørsholm en sognekommune. I 1868 blev sogneforstanderskabet afløst af et sogneråd.
I 1952 fik Hørsholm "Gentofte-status". Dette betød, at sognerådet blev afløst af en kommunalbestyrelse, og at sognerådsformanden blev afløst af en borgmester.
Johannes Esbensen, der var farvemester på Den Kongelige Militære Klædefabrik i Usserød, blev kommunens første borgmester i 1952-1961. Han havde repræsenteret Det Konservative Folkeparti i sognerådet/kommunalbestyrelsen fra 1938 og været sognerådsformand fra 1946.

## Venskabsbyer
- Oulainen
- Qasigiannguit
- Lillehammer
- Leksand

## Statistisk kilde
- statistikbanken.dk Danmarks Statistik

55°53′54.28″N 12°30′12.51″Ø / 55.8984111°N 12.5034750°Ø